# Bae Ki-tae
Bae Ki-tae (kor. 배 기태, ur. 3 maja 1965 w Daegu) – południowokoreański łyżwiarz szybki, złoty medalista sprinterskich mistrzostw świata.

## Kariera
Największy sukces w karierze Bae Ki-tae osiągnął w 1990 roku, kiedy zwyciężył podczas sprinterskich mistrzostw świata w Tromsø. W zawodach tych wyprzedził bezpośrednio dwóch reprezentantów ZSRR: Andrieja Bachwałowa i Igora Żelezowskiego. Był to jedyny medal wywalczony przez niego na międzynarodowej imprezie tej rangi. W 1984 roku wystartował na igrzyskach olimpijskich w Sarajewie, gdzie jego najlepszym wynikiem było 32. miejsce w biegu na 1500 m. Na rozgrywanych cztery lata później igrzyskach olimpijskich w Calgary był piąty na 500 m i dziewiąty na dwukrotnie dłuższym dystansie. Wielokrotnie stawał na podium zawodów Pucharu Świata, odnosząc przy tym sześć zwycięstw. W zawodach PŚ zadebiutował 30 listopada 1985 roku w Berlinie, zajmując 21. miejsce w biegu na 500 m. Pierwszy raz na podium stanął 21 listopada 1987 roku w Heerenveen, gdzie zwyciężył na 500 m. Najlepsze wyniki osiągnął w sezonie 1988/1989, kiedy zajął trzecie miejsce w klasyfikacjach końcowych 500 m i 1000 m. W obu przypadkach lepsi okazali się tylko Uwe-Jens Mey z NRD i Dan Jansen z USA. Ponadto w sezonie 1989/1990 ponownie był trzeci w klasyfikacji 500 m.